# Mittelmeer-Haarstern
Der Mittelmeer-Haarstern (Antedon mediterranea) ist der häufigste Vertreter der Haarsterne (Comatulida) im Mittelmeer.

## Merkmale
Der Mittelmeer-Haarstern erreicht einen Durchmesser von 20 Zentimeter und ist gelb, orange, rot oder braun gefärbt. Die zehn Arme entstehen aus einer Teilung der ursprünglichen 5 Arme und sind sehr zerbrechlich. Sie tragen 60 Fiederpaare, die dazu dienen Plankton aus dem Wasser zu filtern. An der Unterseite der kleinen Körperscheibe sitzen bis zu 30 gegliederte Cirren, die zum Festhalten auf dem Untergrund und zur laufenden Fortbewegung dienen. Sie sind in 20 bis 23 Glieder unterteilt. Von vier ähnlichen Arten des Mittelmeeres kann der Mittelmeer-Haarstern vor allem durch die Anzahl der Cirren und deren Glieder unterschieden werden.

## Lebensweise
Mittelmeer-Haarsterne kommen stellenweise massenhaft vor. Sie finden sich auf strömungsexponierten Hartsubstraten, als Aufsitzer auf Gorgonien und Seescheiden, auf Seegräsern, in größeren Tiefen (ab 50 m) auch auf Weichböden. Ihre Arme halten sie senkrecht zur Strömung. Die hängen gebliebenen Kleinstorganismen werden in rinnenförmigen Kanälen an den Armen zum Maul transportiert. Mittelmeer-Haarsterne können frei schwimmen, indem sie mit den Armen schlagen.

## Fortpflanzung
Mittelmeer-Haarsterne sind getrenntgeschlechtlich. Die Eier werden an die Armfieder geheftet und dort vom im freien Wasser treibenden Sperma befruchtet. Aus den Eiern entstehen Larven, die für kurze Zeit planktonisch leben, sich dann mit einem Stiel an einem Hartsubstrat festheften (Pentacrinus-Stadium). Nach etwa einem Monat löst sich der fertig entwickelte Mittelmeer-Haarstern vom Stiel und geht zum nichtsessilen Leben über.